# Perlit (Stahl)
Der Perlit ist ein lamellar angeordneter, eutektoider Gefügebestandteil des Stahles.

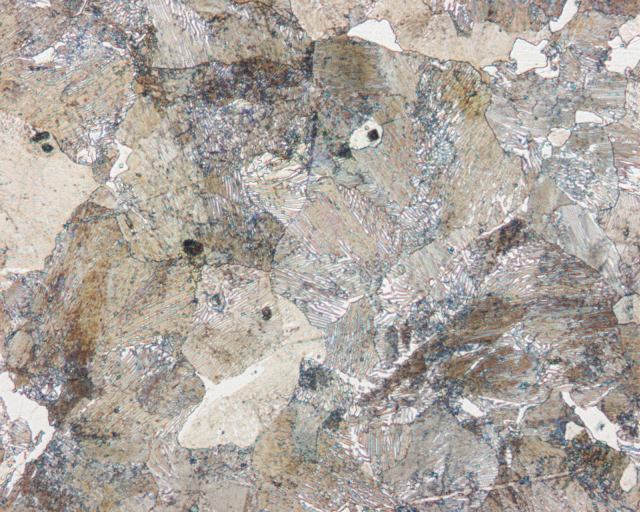
Untereutektoider Stahl (0,7 % C), perlitisch mit geringem ferritischen Anteil

Es ist ein Phasengemisch aus Ferrit und Zementit, das durch gekoppelte Kristallisation in Eisen-Kohlenstoff-Legierungen bei Kohlenstoffgehalten zwischen 0,02 % und 6,67 % auftritt. Der eutektoide Punkt (100%ige Umwandlung zu Perlit) liegt bei 723 °C und 0,83 % C. Bis 2,06 % C liegt der Perlit als separater Gefügebestandteil vor, oberhalb von 2,06 % C ist er Bestandteil des Ledeburits II (eutektisches Gefüge).
Häufig spricht man von einer „Perlitstufe“, die gemessen am Lamellenabstand in Perlit, feinstreifigen (veraltet: Sorbit) und sehr feinststreifigen (veraltet: Troostit) Perlit unterteilt wird. Da die Lamellenpakete im Perlit zufällig angeordnet sind und so im Schliff in unterschiedlichsten Richtungen angeschnitten werden, entsprechen die im Schliffbild sichtbaren Lamellenabstände nicht den tatsächlichen (meist geringeren) Abständen.

## Darstellung
Das Stahlstück wird mit den in der Metallografie üblichen Verfahren geschliffen und poliert und dann mit verdünnter Salpeter- oder Pikrinsäure angeätzt. Durch das Ätzen wird der Ferrit stärker angegriffen als der Zementit, weshalb die Zementitlamellen erhaben hervortreten und bei etwas schräger Beleuchtung Schattenlinien werfen. Die erhabenen Zementitlamellen wirken zudem als optisches Gitter, in dem durch Interferenz aus weißem Licht farbig irisierendes Licht entsteht. Diesem an Perlmutt erinnernden Effekt verdankt der Perlit seinen Namen.

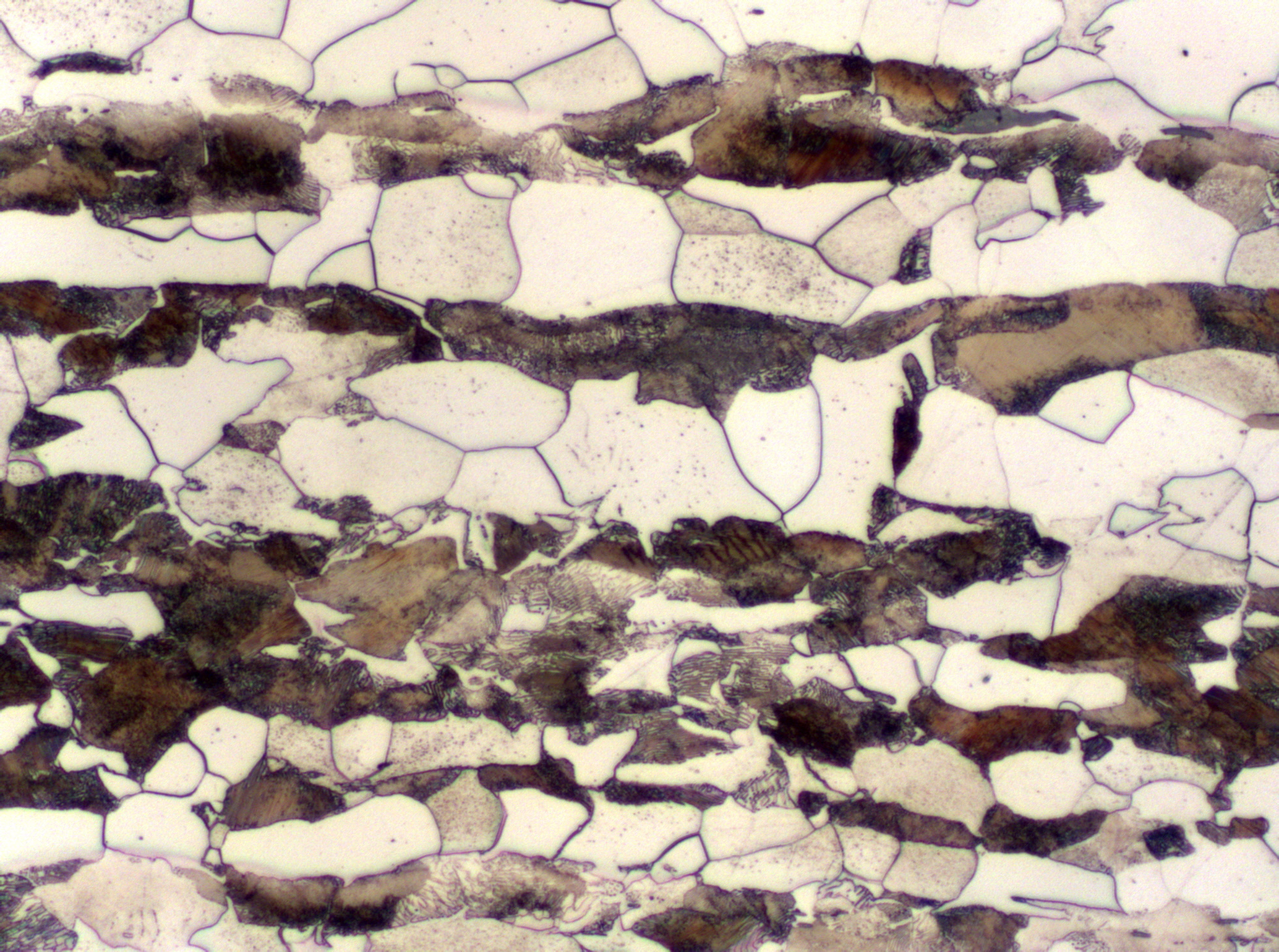
ferritisch-perlitisches Gefüge eines unlegierten Stahls mit 0,35 % Kohlenstoff (C35) mit hellen Ferritkörnern und dunklem lamellarem Perlit

## Perlitbildung

Schematische Darstellung von Perlit für 0,02 Ma.% < C < 6,67 Ma.%

Bei der Bildung des Eutektoids Perlit verarmt das Gefüge lokal an Kohlenstoff, während sich die Nachbargebiete durch Diffusion immer weiter an Kohlenstoff anreichern. Bedingt durch die Abwechslung von kohlenstoffarmen und -reichen Gebieten entsteht dabei die typische Lamellenstruktur. Stellt sich nun ein Kohlenstoffgehalt von 0,02 % in der kohlenstoffarmen Lamelle ein, klappt das Gefüge der Lamelle in Ferrit (α-Fe) um. Der Kohlenstoffgehalt in der kohlenstoffreichen Lamelle dagegen steigt bis 6,67 %, es bildet sich also Zementit (Fe3C). Da er sekundär aus dem Austenit (γ-Fe) entsteht (im Gegensatz zu primär aus der Schmelze), wird er als Sekundärzementit (Fe3CII) bezeichnet.
Diese Front aus Zementit und Ferrit wächst gleichzeitig in den Austenit hinein.
Kühlt das Gefüge weiter ab, so fällt aus dem α-Fe, bedingt durch die sinkende Fähigkeit, Kohlenstoff zu binden (0,00001 % Kohlenstoff bei Raumtemperatur), weiter Zementit aus, den man jetzt, da er aus α-Fe ausfällt, Tertiärzementit (Fe3CIII) nennt.
Bei der untereutektoiden Perlitbildung, also bei Kohlenstoffgehalten von 0,02 Ma% < C < 0,80 Ma%, entsteht bei erreichen der Temperatur A3 (Linie GOS im Eisen-Kohlenstoff-Diagramm) aufgrund der abnehmenden Löslichkeit des Austenits (γ-Mischkristall) für Kohlenstoff bereits Ferrit, sog. voreutektoider Ferrit. Bei weiterer Abkühlung wird der verbliebene Austenit kohlenstoffreicher, bis er eine Konzentration von 0,80 Ma% C aufweist; nun kommt es bei 723 °C zur eutektoiden Umwandlung und der Austenit wandelt zu Perlit um.
Bei einer übereutektoiden Perlitbildung, also bei einem Kohlenstoffgehalt von 0,8 Ma.% < C < 6,67 Ma.%, entsteht bereits vor der Perlitumwandlung Zementit. Im Gegensatz zu dem bei der Perlitbildung entstehenden Zementit liegt dieser Zementit nicht in Lamellenform vor, sondern bildet sich vornehmlich an den Korngrenzen und ist somit gefügemäßig zu unterscheiden.
Ist die Starttemperatur klein, so dass es zu keiner Diffusion von Kohlenstoff kommen kann, kann auch kein Perlit entstehen. Stattdessen bildet sich bei der Abkühlung das Zwischenstufengefüge Bainit.

### Einfluss der Abkühlgeschwindigkeit

Entstehung eines Perlitbereichs bei schnelleren Abkühlgeschwindigkeiten

Idealerweise gehorcht das Eisen-Kohlenstoff-Diagramm den Gleichgewichtslinien. Kühlt man nun aber mit höherer Geschwindigkeit ab, so gelten diese Gleichgewichtslinien nicht mehr und der Perlitpunkt (0,8 % Kohlenstoff, 723 °C) weitet sich zu einem Perlitgebiet bei tieferen Temperaturen aus. Dadurch ist es möglich, auch unter- und übereutektoiden Stahl rein perlitisch umzuwandeln. Die erhöhte Geschwindigkeit führt außerdem zu feinlamellarem Perlit (nach alter Definition also zu Sorbit oder Troostit).
Steigt die Abkühlgeschwindigkeit auf einen Wert größer als die Diffusionsgeschwindigkeit von Kohlenstoff, so kann es zu keiner Perlitbildung kommen und es bildet sich Martensit.

## Zerspanbarkeit
Die Zerspanbarkeit also die Bearbeitbarkeit durch Bohren, Fräsen, Drehen etc. wird maßgeblich durch die mechanischen Eigenschaften beeinflusst. Die Härte liegt bei etwa 210 HV, die Zugfestigkeit bei 700 N/mm² und die Bruchdehnung bei 48 %. Die Werte liegen somit verglichen mit anderen Bestandteilen von Stahl im mittleren Bereich. Der Zementit liegt meist in Form von fein verteilten Zeilen vor, durch eine Wärmebehandlung kann er jedoch auch in globularer (kugeliger) Form vorliegen. Wegen der großen Härte gegenüber Ferrit verursacht Perlit einen höheren abrasiven Verschleiß und größere Zerspankräfte. Er neigt jedoch weniger zum Verkleben und zur Aufbauschneidenbildung. Die Spanformen sind günstiger und die erreichbaren Oberflächenqualitäten sind besser, weil er nicht zum Bilden von Graten neigt.